# ماشا کالکو

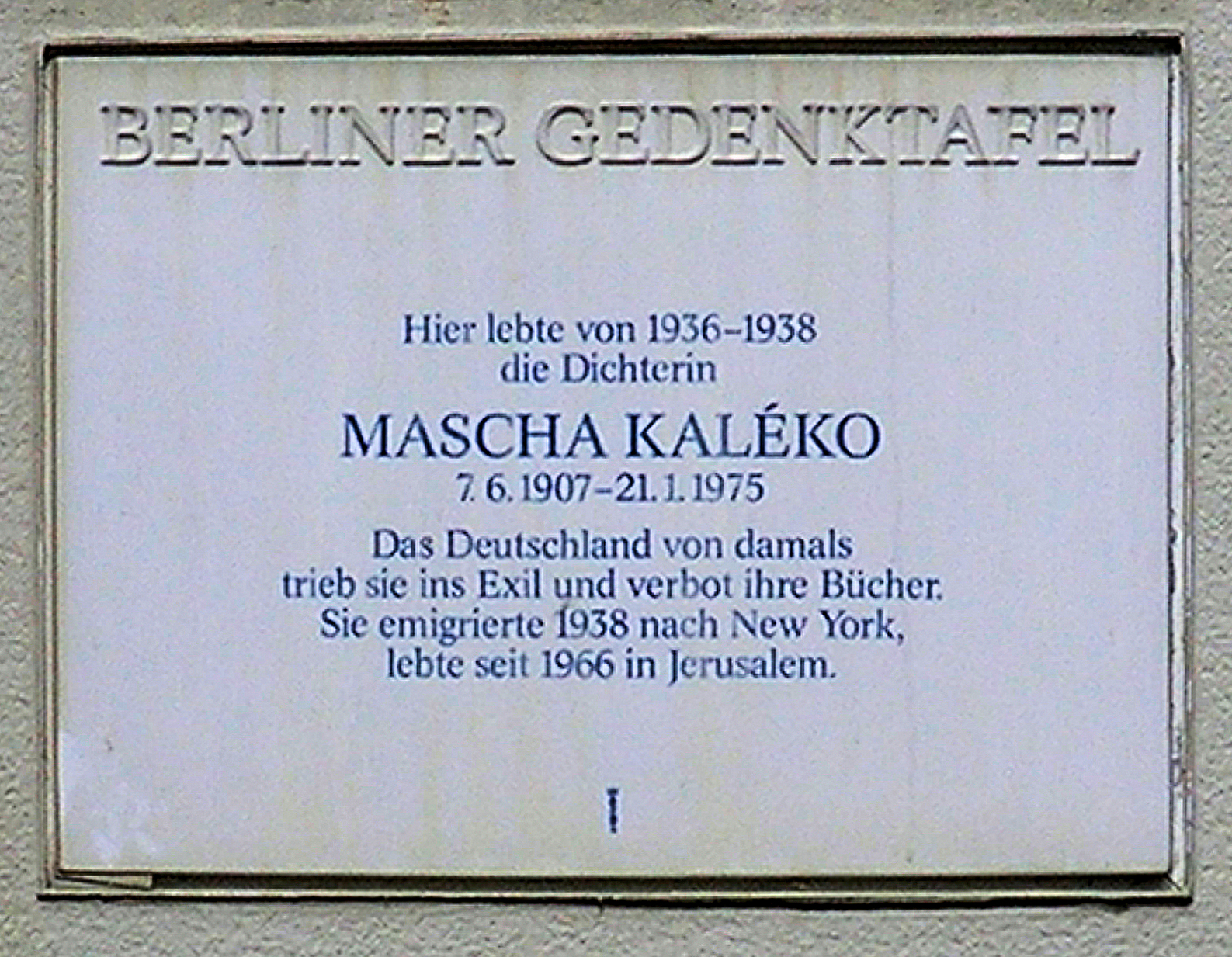
ماشاکالکو

ماشا کالکو (انگلیسی: Mascha Kaléko؛ زاده ۷ ژوئن ۱۹۰۷ - درگذشته ۲۱ ژانویه ۱۹۷۵) شاعری آلمانی زبان بود.